# Курсел ле Конт
Курсел ле Конт (фр. Courcelles-le-Comte) насеље је и општина у североисточној Француској у региону Север-Па д Кале, у департману Па де Кале која припада префектури Арас.
По подацима из 2011. године у општини је живело 442 становника, а густина насељености је износила 55,67 становника/km². Општина се простире на површини од 7,94 km². Налази се на средњој надморској висини од 112 метара (максималној 137 m, а минималној 99 m).

## Демографија
| 1962. | 1968. | 1975. | 1982. | 1990. | 1999. | 2011. |
| ----- | ----- | ----- | ----- | ----- | ----- | ----- |
| 497   | 501   | 419   | 412   | 409   | 421   | 442   |

График промене броја становника у току последњих година